# Distrito de Huachis
El distrito de Huachis es uno de los dieciséis que integran la provincia peruana de Huari ubicada en el departamento de Ancash, bajo la administración del Gobierno regional de Ancash. en el Perú.

## Historia
El distrito fue creado el 2 de enero de 1857 mediante el Reglamento Provisional dado por el Libertador José de San Martín.

## Toponimia
Proviene de la voz quechua I, wachiq = que punza; o bien rayo solar. Sin embargo existe la expresión wanchis = que significa Saludos; pero que por extensión se lo puede usar todo el día.

## Geografía
Tiene una superficie de 153,89 m².

## Capital
La capital del distrito es el centro poblado del mismo nombre.

## Autoridades

### Municipales
- 2011-2014[3]
  - Alcalde: Melanio Romero Alarcón, del Partido Alianza para el Progreso (APEP).
  - Regidores: Juan Pelé Ramírez Minaya (APEP), Guillermo Ricardo Ricra Suárez (APEP), Wagner Eladio Ocaña Gómez (APEP), Jhovana Pajita Verde Morales (APEP), Félix Fortunato Rivera Gutiérrez (Unión por el Perú).
- 2007-2010: 
  - Alcalde: Epifanio Ríos Ocaña.